# Kepler-7
Kepler-7 es una estrella ubicada en la constelación de Lyra en el campo de visión de la Misión Kepler, una operación de la NASA en busca de planetas similares a la Tierra. Aquí se encuentra el cuarto de los primeros cinco planetas que descubrió Kepler; este planeta, un gigante gaseoso del tamaño de Júpiter llamado Kepler-7b, es tan liviano como la espuma de poliestireno. La estrella en sí es más masiva que el Sol y tiene casi el doble de su radio. También es ligeramente rico en metales, un factor importante en la formación de sistemas planetarios. El planeta Kepler-7 fue presentado el 4 de enero de 2010 en una reunión de la Sociedad Astronómica Estadounidense.

## Nomenclatura y descubrimiento
Kepler-7 recibió su nombre porque albergaba el séptimo sistema planetario descubierto por la Misión Kepler liderada por la NASA, un proyecto destinado a detectar planetas terrestres que transitan o pasan por delante de sus estrellas anfitrionas vistas desde la Tierra. El planeta que orbita alrededor de Kepler-7 fue el cuarto planeta descubierto por la nave espacial Kepler; los primeros tres planetas extraídos de los datos de Kepler habían sido descubiertos previamente y se utilizaron para verificar la precisión de las mediciones de Kepler. Kepler-7b se anunció al público el 4 de enero de 2010 en la 215ª reunión de la Sociedad Astronómica Estadounidense en Washington, D.C. junto con Kepler-4b, Kepler-5b, Kepler-6b y Kepler-8b. Kepler-7b se destacó por su densidad inusual y extremadamente baja.
El descubrimiento inicial del planeta por parte de Kepler fue verificado mediante observaciones adicionales realizadas en observatorios de Hawái, Texas, Arizona, California y las Islas Canarias.

## Características
Kepler-7 es una estrella parecida al Sol que tiene 1.347 de masa solar y 1.843 Radio solar. Esto significa que la estrella es aproximadamente un 35% más masiva y un 84% más ancha que el Sol. Se estima que la estrella tiene 3,5 (± 1) mil millones de años. También se estima que tiene una metalicidad de [Fe/H] = 0,11 (± 0,03), lo que significa que Kepler-7 es aproximadamente un 30% más rico en metales que el Sol. La metalicidad desempeña un papel importante en la formación de sistemas planetarios, ya que las estrellas ricas en metales tienden a tener más planetas en órbita. La temperatura efectiva de la estrella es 5933 (± 44) K. En comparación, el Sol, de 4.600 millones de años, libera menos calor, con una temperatura efectiva de 5778 K.
La estrella tiene una magnitud aparente de 13, lo que significa que es extremadamente tenue vista desde la Tierra. No se puede ver a simple vista. Se estima que se encuentra aproximadamente a 3160 años luz del Sistema Solar.
Hay una estrella que es 4 magnitudes más tenue ubicada a 1,90 segundos de arco de distancia, se desconoce si se trata de una estrella compañera unida gravitacionalmente o de una alineación óptica casual.

## Sistema planetario
Kepler-7b es el único planeta descubierto en la órbita de Kepler-7. Tiene 0,433 MJ y 1,478 RJ, lo que significa que tiene el 43% de la masa del planeta Júpiter, pero tiene casi la mitad de su tamaño. Con una densidad de 0,166 gramos/cc, el planeta tiene aproximadamente el 17% de la densidad del agua. Esto es comparable a la espuma de poliestireno. A una distancia de 0,06224 AU de su estrella anfitriona, Kepler-7b completa una órbita alrededor de Kepler-7 cada 4,8855 días. El planeta Mercurio, sin embargo, orbita alrededor del Sol a 0,3871 AU y tarda aproximadamente 87,97 días en completar una órbita. Se supone que la excentricidad de Kepler-7b es 0, lo que le daría a Kepler-7b una órbita circular por definición.
| Planeta | Masa     | Semieje mayor (UA) | Periodo orbital (días) | Excentricidad | Inclinación | Radio    |
| ------- | -------- | ------------------ | ---------------------- | ------------- | ----------- | -------- |
| b       | 0.433 MJ | 0.06224            | 4.8855                 | 0             | ?           | 1.478 RJ |